# 安赫利尼夫卡
46°53′33″N 29°56′45″E / 46.89250°N 29.94583°E
安赫利尼夫卡（羅馬化：Anhelinivka）是位於烏克蘭西南部的村莊，由敖德萨州羅茲迪利納區的斯捷潘尼夫卡市鎮負責管轄。該村始建於1824年，面積1.49平方公里，海拔高度16米，2001年人口278，人口密度每平方公里186.08人。